# Fraueneishockey-Bundesliga 2009/10
Die Saison 2009/10 war die 22. Austragung der Fraueneishockey-Bundesliga in Deutschland. Die Ligadurchführung erfolgte durch den Deutschen Eishockey-Bund.

## Vor der Saison
Der Meister der 2. Liga Nord – EC Bergkamen 1b – durfte nicht aufsteigen und von Seiten der Meister der Landesliga Bayern – ESV Kaufbeuren – und der Eishockey-Baden-Württemberg-Liga – ESG Esslingen – gab es kein Interesse an einem Aufstieg, so dass nach dem Abstieg der – inzwischen inaktiven – Mannschaft des ERSC Ottobrunn und dem Ausscheiden der Mannschaft des Hamburger SV nur sieben Teilnehmer eine Meldung für die Liga abgaben.

## Modus
Wie in der Vorsaison spielten die Bundesliga-Vereine zunächst eine Einfachrunde aus, wobei sich aufgrund der Ligenverkleinerung von neun auf sieben Mannschaften auch die Anzahl der Spiele von 16 auf zwölf verringerte. Anders als im Vorjahr wurde daraufhin die Liga anschließend aufgeteilt und die vier besten Mannschaft spielten in einer Doppelrunde die Meisterschaft aus. Die Plätze 5 bis 7 traten ebenfalls in einer Doppelrunde an, wobei sich die beiden Ersten für den DEB-Pokal qualifizierten. Der Letzte der Qualifikationsrunde stieg nicht ab.

### Aufsteiger
Der Meister der 2. Liga Nord sowie der Sieger aus den Relegationsspielen Bayern/Baden-Württemberg kann ebenfalls aufsteigen. Als Sollstärke ist für die Bundesliga weiterhin 12 Vereine vorgesehen.

### Punkteregelung
Die Regelung wurde beibehalten, dass
- bei einem Sieg in der Regulären Spielzeit der Sieger drei Punkte; der Verlier gar keinen Punkt
- bei einem Unentschieden nach der regulären Spielzeit der Sieger, der in einem Penaltyschießen ermittelt wird, zwei Punkte und der Verlierer einen Punkt erhält.

## Meisterschaft

### Vorrunde
Kreuztabelle
| Verein              |      | Logo OSC Berlin |     |      |      |      |     |
| ------------------- | ---- | --------------- | --- | ---- | ---- | ---- | --- |
| ESC Planegg/Würmtal |      | 1:2             | 3:1 | 5:0  | 4:1  | 7:0  | 8:0 |
| OSC Berlin          | 5:1  |                 | 4:2 | 10:1 | 11:4 | 11:1 | 8:0 |
| EC Bergkamen        | 6:5P | 17.1.           |     | 3:2  | 5:1  | 7:1  | 4:0 |
| SC Riessersee       | 2:4  | 1:4             | 1:3 |      | 4:0  | 7:6  | 2:0 |
| ECDC Memmingen      | 1:7  | 1:8             | 1:2 | 3:4  |      | 7:2  | 5:1 |
| Kurpfalz Ladies     |      |                 |     |      |      |      |     |
| Grefrather EC       |      |                 |     |      |      |      |     |

Abschlusstabelle
| Pl. |                     | Sp | S  | S n. P. | N n. P. | N  | Tore  | Punkte |
| 1.  | OSC Berlin          | 12 | 12 | 0       | 0       | 0  | 85:14 | 36     |
| 2.  | ESC Planegg/Würmtal | 12 | 9  | 0       | 1       | 2  | 64:22 | 28     |
| 3.  | EC Bergkamen        | 12 | 8  | 1       | 0       | 3  | 52:24 | 26     |
| 4.  | SC Riessersee       | 12 | 6  | 0       | 0       | 6  | 36:40 | 18     |
| 5.  | ECDC Memmingen      | 12 | 4  | 0       | 0       | 8  | 33:49 | 12     |
| 6.  | Kurpfalz Ladies     | 12 | 1  | 0       | 1       | 10 | 21:83 | 4      |
| 7.  | Grefrather EC       | 12 | 0  | 1       | 0       | 11 | 9:68  | 2      |

### Meisterschaftsrunde
| Pl.            |                     | Logo OSC Berlin |  |  |  | Sp | S  | S n. P. | N n. P. | N  | Tore  | Punkte |
| Goldmedaille   | OSC Berlin          |                 |  |  |  | 12 | 11 | 0       | 0       | 1  | 61:21 | 33     |
| Silbermedaille | ESC Planegg/Würmtal |                 |  |  |  | 12 | 6  | 0       | 1       | 5  | 37:22 | 19     |
| Bronzemedaille | EC Bergkamen        |                 |  |  |  | 12 | 5  | 1       | 0       | 6  | 30:36 | 17     |
| 4.             | SC Riessersee       |                 |  |  |  | 12 | 1  | 0       | 0       | 11 | 20:59 | 3      |

### Qualifikationsrunde
| Pl. |                 | Sp | S | S n. P. | N n. P. | N | Tore  | Punkte |
| 1.  | ECDC Memmingen  | 8  | 8 | 0       | 0       | 0 | 48:14 | 24     |
| 2.  | Kurpfalz Ladies | 8  | 2 | 0       | 2       | 4 | 21:35 | 8      |
| 3.  | Grefrather EC   | 8  | 0 | 2       | 0       | 6 | 12:32 | 4      |

### Ranglisten
| Top-Scorer                              | Top-Scorer | Top-Scorer | Top-Scorer | Top-Scorer |
| Spieler                                 | Spiele     | Tore       | Assists    | Punkte     |
| --------------------------------------- | ---------- | ---------- | ---------- | ---------- |
| Anja Scheytt (OSC Berlin)               | 18         | 28         | 29         | 57         |
| Franziska Busch (OSC Berlin)            | 18         | 23         | 29         | 52         |
| Jenny Friede (OSC Berlin)               | 17         | 17         | 20         | 37         |
| Sandra Rumswinkel (ESC Planegg/Würmtal) | 17         | 16         | 14         | 30         |
| Nina Kamenik (OSC Berlin)               | 18         | 16         | 13         | 29         |
| Lisa Schuster (ESC Planegg/Würmtal)     | 15         | 15         | 14         | 29         |
| Top-Torschützen                         |            |            |            |            |
| Anja Scheytt (OSC Berlin)               | 18         | 28         | 29         | 57         |
| Franziska Busch (OSC Berlin)            | 18         | 23         | 29         | 52         |
| Jenny Friede (OSC Berlin)               | 17         | 17         | 20         | 27         |
| Top-Vorlagengeber                       |            |            |            |            |
| Franziska Busch (OSC Berlin)            | 18         | 23         | 29         | 52         |
| Anja Scheytt (OSC Berlin)               | 18         | 28         | 29         | 57         |
| Jenny Friede (OSC Berlin)               | 17         | 17         | 20         | 37         |

| Top-Verteidiger                 | Top-Verteidiger | Top-Verteidiger | Top-Verteidiger | Top-Verteidiger |
| Spieler                         | Spiele          | Tore            | Assists         | Punkte          |
| ------------------------------- | --------------- | --------------- | --------------- | --------------- |
| Stephanie Frühwirt (OSC Berlin) | 14              | 6               | 12              | 19              |
| Kathlen Smith (ECDC Memmingen)  | 8               | 13              | 2               | 15              |
| Katrin Fring (OSC Berlin)       | 18              | 8               | 5               | 13              |

| Top-Torhüter mit mehr als 300 Spielminuten | Top-Torhüter mit mehr als 300 Spielminuten | Top-Torhüter mit mehr als 300 Spielminuten | Top-Torhüter mit mehr als 300 Spielminuten | Top-Torhüter mit mehr als 300 Spielminuten | Top-Torhüter mit mehr als 300 Spielminuten | Top-Torhüter mit mehr als 300 Spielminuten | Top-Torhüter mit mehr als 300 Spielminuten |
| Spieler                                    | Team                                       | Einsätze                                   | Min                                        | GT                                         | SO                                         | GTS                                        |                                            |
| ------------------------------------------ | ------------------------------------------ | ------------------------------------------ | ------------------------------------------ | ------------------------------------------ | ------------------------------------------ | ------------------------------------------ | ------------------------------------------ |
| Kirsten Schönwetter                        | OSC Berlin                                 | 7                                          | 345                                        | 10                                         | 1                                          | 1.73                                       |                                            |
| Radka Lhotska                              | OSC Berlin                                 | 10                                         | 513                                        | 15                                         | 1                                          | 1.76                                       |                                            |
| Susanne Seeßle                             | ESC Planegg                                | 13                                         | 705                                        | 21                                         | 2                                          | 1.78                                       |                                            |
| Julia Graunke                              | EC Bergkamen                               | 9                                          | 426                                        | 15                                         | 0                                          | 2.11                                       |                                            |
| Jule Flötgen                               | EC Bergkamen                               | 16                                         | 782                                        | 30                                         | 1                                          | 2.30                                       |                                            |
| Stephanie Arlt                             | EC1DC Memmingen                            | 6                                          | 360                                        | 14                                         | 1                                          | 2.33                                       |                                            |
| Julia Zorn                                 | ESC Planegg                                | 7                                          | 400                                        | 18                                         | 1                                          | 2.70                                       |                                            |
| Lisa Geml                                  | SC Riessersee                              | 14                                         | 635                                        | 37                                         | 2                                          | 3.51                                       |                                            |

(Legende zur Torhüterstatistik: GP oder Sp = Spiele insgesamt; W oder S = Siege; L oder N = Niederlagen; T oder U oder OT = Unentschieden oder Overtime- bzw. Shootout-Niederlage; Min. = Minuten; SOG oder SaT = Schüsse aufs Tor; GA oder GT = Gegentore; SO = Shutouts; GAA oder GTS = Gegentorschnitt; Sv% oder SVS% = Fangquote; EN = Empty Net Goal; 1 Play-downs/Relegation; Kursiv: Statistik nicht vollständig)

## Kader des OSC Berlin
| Deutscher Meister OSC Berlin | Torhüter: Dörthe Kerkau, Radka Lhotska, Kirsten Schönwetter, Ivonne Schröder Verteidiger: Anne Bartsch, Kathrin Fring, Stephanie Frühwirt, Miriam Kresse, Ulrike Lehmann, Dana Reimann, Sophie Schulze, Sarah Weyand Angreifer: Franziska Busch, Saskia Franke, Jenny Friede, Jennifer Gärtner, Vanessa Gasde, Susann Götz, Lisa Hüffner, Martina Johansson, Nina Kamenik, Sandra Kott, Jasmin Schebitz, Muriel Scheuerlein, Anja Scheytt, Grit Sentek, Martina Veličková Trainer: René Bielke, Mike Eigen |